# 飯野町青木
飯野町青木（いいのまちあおき）は、福島県福島市の地名で飯野支所所管にあたる飯野地域内である。本項ではかつて同地域に所在した伊達郡青木村についても述べる。

## 概要
飯野地域のシンボルである千貫森を望む田園風景が広がり、阿武隈高地に属する山々と川の間の低地に集落が点在している。
千貫森の麓は『UFOの里』としてUFO関連の資料や造形物などを収集した展示館が立地し、観光スポットとして全国的に知られる。

### 地理
福島市南東部及び飯野地域の北端部に位置し、伊達郡川俣町・伊達市との市境にあたる。北で大波と、東で伊達市（霊山町上小国）、伊達郡川俣町（秋山、羽田）と、南東で飯野町大久保と、南で飯野町、飯野町明治と、西で立子山とそれぞれ隣接する。また域内南西部には立子山の飛地が複数存在する。北部と南部が回廊状の区域でつながれた括れた形状をしている。

#### 河川・架橋
- 立田川

#### 山岳
- 千貫森
- 天井山

#### 主な字
- 愛宕
- 荒井
- 荒屋敷
- 安浪
- 池ノ上
- 石ケ久保
- 石高
- 石高山
- 稲場
- 入石ケ久保
- 入久保
- 入曽根
- 石下
- 岩塚
- 兎田
- 後鴨屋敷
- 後宮
- 内山
- 有通
- 梅木田

- 梅木田山
- 梅本
- 大石
- 大舘
- 小倉
- 小手神森
- 柿ノ久保
- 笠松
- 上安浪
- 上大石
- 上鍛冶屋
- 上糀屋
- 上越田
- 上才ノ内
- 上桜
- 上柴伐田
- 上竹
- 上竹の内
- 上堂ノ前
- 上登堀

- 神ノ久保
- 神ノ前
- 上箱屋
- 上原
- 上東前
- 上日ノ倉
- 上尾和
- 上松保
- 上水内
- 上宮
- 上回り田
- 上山田
- 上吉原
- 鴨屋敷
- 烏子
- 河原田
- 勘平場
- 北ケ作
- 北宮
- 北向

- 木戸脇
- 岫
- 椚下
- 熊野舘
- 黒内
- 毛梨子
- 糀屋
- 越田
- 御所車
- 五反田
- 小武木
- 小屋舘
- 才ノ内
- 才ノ神
- 作田
- 桜ケ作
- 沢
- 沢町
- 直道
- 下鍛冶屋

- 下柴伐田
- 下関ノ上
- 下箱屋
- 下日ノ倉
- 下三水神
- 下宮
- 下宮向
- 下山田
- 菖蒲田
- 白根沢
- 新田
- 新茄ケ平
- 新沼ノ平
- 関ノ上
- 袖ノ久保
- 袖松
- 外久保
- 外松保
- 楚利田
- 平

- 高田
- 竹ノ内
- 舘向
- 檀ノ腰
- 丹波舘
- 天神山
- 天王山
- 戸石
- 東栄寺
- 峠ノ作
- 堂ノ入
- 堂ノ前
- 登場岫
- 登堀
- 百目木
- 戸ノ入
- 仲久保
- 仲下
- 仲平
- 仲塚峠

- 仲箱屋
- 長畑
- 仲堀
- 仲水内
- 中宮
- 仲森
- 仲森入
- 七曲
- 西向
- 野仲
- 登木戸
- 羽境
- 畑ケ田
- 八幡
- 浜井場
- 林蔭
- 林下
- 原
- 東
- 東曽根

- 東前
- 日ノ倉
- 平石
- 平場
- 平向
- 広表
- 尾和ノ内
- 平治内
- 堀米
- 曲屋
- 又四郎
- 又四郎内
- 又六内
- 松保
- 丸森
- 三水神
- 水内
- 宮向
- 向鴨屋敷
- 向小武木

- 向箱屋
- 向広表
- 回り田
- 餅石
- 薬師堂
- 谷城内
- 柳ケ作
- 山ノ神
- 矢モメ作
- 雪戸
- 吉ケ作
- 吉久保
- 吉原
- 連保
- 割田
- 蕨生

### 歴史
- 1889年4月1日 - 町村制より伊達郡青木村と立子山村が合併し、伊達郡立木村が成立。各旧村は大字青木及び大字立子山となる。
- 1893年2月3日 - 立木村が分村し、再び青木村と立子山村に分かれる。大字青木は青木村で継承される。
- 1955年1月2日 - 青木村が（旧）飯野町・明治村・大久保村と合併し、（新）飯野町が成立。大字青木は継承され、飯野町大字青木となる。
- 2008年7月1日 - 福島市が飯野町を編入。大字青木は飯野町青木となる。

### 世帯数と人口の推移
| 年     | 世帯数（世帯） | 人口（人） |
| ------ | -------------- | ---------- |
| 1920年 | 319            | 1,846      |
| 1947年 | 381            | 2,306      |
| 2012年 | 420            | 1,448      |
| 2017年 | 413            | 1,267      |

### 施設

#### 教育
- 福島市立青木小学校

#### 観光
- 福島市飯野UFOふれあい館
- 小手神社

### 交通

#### バス
福島交通路線バス
- （福島駅方面） - 房田 - 青木広表 - 竹ノ内 - 上竹ノ内 - （飯野方面）
  - 医大・立子山経由飯野
  - 飯野

JRバス東北
- （福島駅方面） - UFOの里 - 御所車 - 小手神森 - 連保 - 青木平 - （川俣方面）
  - 川俣高校前

#### 道路
- 国道114号（川俣街道）
- 福島県道40号飯野三春石川線
- 福島県道51号霊山松川線
- 福島市道56号才ノ内線
- 福島市道59号鍛冶合内線（当地区内未事業化）
- 福島市道11212号柿ノ久保平線 - 旧川俣街道、旧国道114号。国道114号現道の南沿いを並行する。

## 青木村
青木村（あおきむら）は、福島県伊達郡に属していた村で、立子山村との合併で一旦は立木村に属したものの3年後に再び独立。立子山村との合併解消した1893年から1955年に飯野町へ合併に至るまでのおよそ61年間存在していた。